# Eras Bòrdas d'Arribèra
Eras Bòrdas d'Arribèra (francès Bordes-de-Rivière) és un municipi occità de Comenge a Gascunya, situat en el departament de l'Alta Garona, a la regió d'Occitània.